# HD 3325
HD 3325，又名BD-15 109，SAO 147360、HR 150，是一颗恒星，视星等为6.45，位于銀經105.75，銀緯-77.33，其B1900.0坐标为赤經0h 31m 1.5s，赤緯-15° -77.33′ 20″。